# Grimilda Cabrera
Grimilda Cabrera (Chipi) (Rosario, Argentina, 30 de agosto de 1931 - Rosario, 5 de mayo de 2013) fue una médica gastroenteróloga argentina.

## Breve reseña
Como estudiante, comienza en 1963 con la actividad docente, siendo auxiliar de docencia en la Cátedra de Semiología, del Hospital Nacional Centenario. En el año 1967 obtiene por concurso el cargo de Practicante rentada en la misma Cátedra. Años más tarde se desempeña como auxiliar de docencia en la Cátedra de Medicina Interna III.
En 1969 obtiene el título de médica, otorgado por la Facultad de Ciencias Médicas de la Universidad Nacional de Rosario y en 1971 se constituyó en Miembro Adherente de la Sociedad de Gastroenterología y en jefa de Trabajos Prácticos de la Cátedra de Gastroenterología, Medicina Interna III con dedicación simple, cargo que desempeñó hasta el año 1978.
En 1973 obtiene su título de Médica Especialista en Gastroenterología, del Colegio de Médicos de la Provincia de Santa Fe.
En 1982 obtiene su doctorado en Medicina de la Universidad Nacional de Rosario y a partir del año 1984 comienza su labor como asesora de la Asociación Celíaca Argentina, filial Santa Fe.

## Actividad en Enfermedad Celíaca
En el año 1995 comienza a colaborar como asesora de ACELA, Asistencia al Celíaco de Argentina, filial Rosario, labor que desempeña hasta sus últimos días.
En la misma época se convierte en integrante del Comité Interdisciplinario para la Programación y Protección de las Acciones vinculadas con la Prevención y Tratamiento de la Enfermedad Celíaca, del Ministerio de Salud y Medio Ambiente Gobierno de Santa Fe.
También participa en la Fundación Filial ACELA en Marco Juárez, Provincia de Córdoba; en la Fundación Filial ACELA de San Jorge, Provincia de Santa Fe; y la Fundación Filial ACELA de San Nicolás, Provincia de Buenos Aires.
Participó en innumerables disertaciones en Congresos, siendo un referente a nivel local y provincial de la enfermedad celíaca, siempre tratando de visibilizar este trastorno, esta "no reconocida enfermedad", como la definía. Por ejemplo, en el año 2008, disertó en las Jornadas sobre actualización en enfermedad, que se llevaron a cabo en la Sede de Gobierno de la UNR.

## Reconocimientos
- En el año 2004 recibe un reconocimiento en el Día Internacional de la Mujer por la Municipalidad de Rosario a las mujeres rosarinas que se han destacado por su labor en la sociedad.[1]
- En el 2012 recibe reconocimiento a su labor y trayectoria en el Círculo Médico de Rosario, Asociación de Gastroenterología de Rosario.[1]
- En abril de 2013 recibió el reconocimiento de la Cámara Argentina de Productores de alimentos libres de gluten, por su trabajo de más de 40 años a favor de las personas celíacas.[6]
- En agosto de 2014 fue declarada por el Concejo Municipal de Rosario, Médica Distinguida Post Mortem en el área de la gastroenterología.[2]
- En mayo de 2014, al cumplirse el primer aniversario de su fallecimiento y en el Día Internacional de la Enfermedad Celíaca,  ACELA Rosario realizó un acto de homenaje, colocando una placa alusiva en donde descansa.[7]